# Savannah Outen
 Der er for få eller ingen kildehenvisninger i denne artikel, hvilket er et problem. Du kan hjælpe ved at angive troværdige kilder til de påstande, som fremføres i artiklen.
 Denne artikel bør gennemlæses af en person med fagkendskab for at sikre den faglige korrekthed.

Savannah Outen (født 14. oktober 1992) er en amerikansk sangerinde, som vandt popularitet på YouTube. Outen begyndte at lægge videoer på YouTube i marts 2007, hvor hun sang sammen med Angelica Vasilcov, Esmée Denters og Mia Rose.
Outens første video var en coverversion af sangen "Listen" fra filmen "Dream Girls". På anmodning af seerne, begyndte hun at poste videoer regelmæssigt. I efteråret 2007 [uklart], indgik Outen en manager- og pladekontrakt med Keith Thomas fra Levosia Entertainment.
Den 31. maj 2008 blev Outens første single, "Goodbyes", spillet på Radio Disney's Music Mailbag. Hun fik karakteren (pick) 95 %, og den 2. juni blev sangen føjet til Radio Disney afspilningsliste. Inden for to uger kom den ind på Top 30 Countdown som nr. 28, og den lå på listen i 18 uger træk med nr. 5 som højeste placering. Dette gør det til den højest rangerede sang, som en "unsigned" kunstner nogensinde har opnået på Radio Disney.
Outen fjernede hendes coverversioner af sange fra YouTube den 17. marts 2009 på grund af bekymringer over krænkelser af ophavsret, men lagde dem på igen kort tid efter.
Den 3. april 2009 blev musikvideoen til hendes anden single, "If You Only Knew", lagt ud på YouTube. Den blev instrueret af Mason Dixon, som også instruerede hendes første musikvideo til "Goodbyes", og den medvirkede i Disney Channel's Tony Oller (As The Bell Rings) som "Cas". Den er siden blevet set mere end 1,6 millioner gange.
Hidtil har Outen haft mere end 121 mio. "hits" og mere end 644.000 abonnenter på hendes YouTube-kanal. Hun har p.t. 200 videoer.

## Diskografi

### Albums
- 2010: Inception
- 2012: Sing To Me (EP)

### Coveralbums
- 2012: The Covers, Volume I
- 2012: The Covers II
- 2012: The Covers, Volume III
- 2012: Josh Golden & Savannah Outen Covers (EP)
- 2013: The Covers IV
- 2013: The Covers V
- 2013: The New Velvet & Savannah Outen (EP)
- 2013: The Covers VI
- 2014: The Covers VII

### Singler
- 2008: Unlock The Door
- 2008: Goodbyes
- 2009: A Greater Treasure Than A Friend
- 2009: If You Only Knew
- 2009: Hope And Prayer
- 2009: Fighting For My Life
- 2010: Be Original
- 2010: The Song Of Christmas Time
- 2010: Magical Season (feat. Anna Golden)
- 2011: Tonight With You (with Josh Golden)
- 2011: No Place Like Here
- 2012: I've Got You
- 2012: Remember Me (with Jake Coco)
- 2013: Brave & True (for Music is Medicine)
- 2013: Fairytales Of L.A
- 2014: Closure
- 2015: Boys
- 2017: Coins
- 2018: Sad in the Summer
- 2018: Shortcut
- 2018: Christmas (Baby Please Come Home)
- 2019: The Hard Way
- 2019: Have Yourself a Merry Little Christmas
- 2020: A Puro Dolor (with Lionel Ferro)
- 2020: Never Be New York
- 2020: Lonely Together (The Quarantine Song)
- 2021: What Are We
- 2021: What Are We (Acoustic version)
- 2021: Wish I Didn't Know

### U-udgivne sange
- My Dream Is
- Tell Me It's True
- Something To Say
- I Like Boys
- That's News To Me

### Soundtracks
- 2008: Radio Disney Jams, Vol. 11 (with Goodbyes)
- 2009: Tinker Bell and the Lost Treasure (with A Greater Treasure Than A Friend)
- 2010: DisneyMania 7 (with Little Wonders)
- 2010: The Karma Club (Original Book Soundtrack) (with Kick Her to the Curb, Can't Take It Back and Take Pity)

### Musikvideoer
- 2008: Goodbyes directed by Mason Dixon
- 2009: If You Only Knew directed by Mason Dixon
- 2011: Tonight With You directed by Joe Fahey
- 2011: No Place Like Here
- 2012: Fairytales Of L.A. directed by Julien Garros and Jake Coco
- 2013: Closure directed by Jade Ehlers and Wade Yamaguchi
- 2015: Boys directed by Sherif Higazy
- 2018: Sad in the Summer directed by Roxana Baldovin
- 2018: Shortcut
- 2019: The Hard Way directed by Ryan Espinosa
- 2019: Have Yourself a Merry Little Christmas
- 2021: Wish I Didn't Know